# Buttermere (See)
Buttermere ist ein See in der englischen Grafschaft Cumbria. Er liegt im Nordwesten des Lake District auf einer Meereshöhe von 100 m. Der See ist 2 km lang, 400 m breit und bis zu 23 m tief. Entstanden ist er durch den Rückzug der Gletscher am Ende der Weichseleiszeit.

## Beschreibung

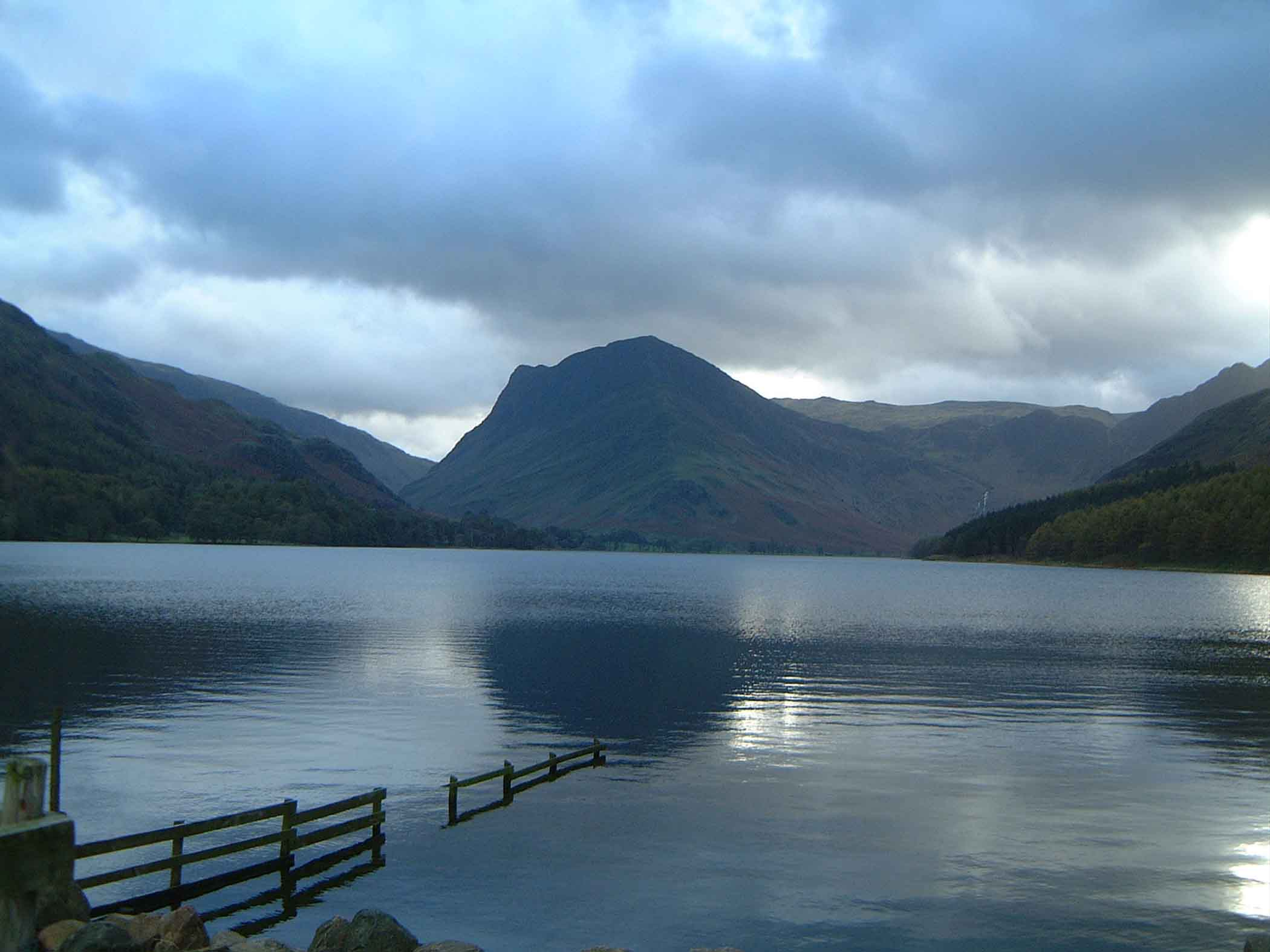
Buttermere, hinten der Fleetwith Pike

Der See gilt als landschaftlich reizvoll; er befindet sich am oberen Ende des Trogtales des Flusses Cocker, das ebenfalls als Buttermere bezeichnet wird, es ist an beiden Seiten von hoch aufragenden Hügeln umgeben (im lokalen Dialekt fells genannt). Erwähnenswert sind dabei der High Stile (807 m) im Südosten, Robinson (737 m) im Süden Fleetwith Pike (648 m) und Haystacks (597 m) im Nordosten sowie Grasmoor (852 m) im Nordwesten.
Am nordwestlichen Ende des Sees liegt der gleichnamige Ort, etwa einen Kilometer weiter talabwärts Crummock Water, ein weiterer See, dessen Verbindung zum Buttermere See Buttermere Dubs genannt wird. Rund um Buttermere führt ein 7,2 km langer Wanderweg, der am Ostufer durch einen kurzen, in den Fels gehauenen Tunnel führt. Der See kann auf der Straße  entweder von Cockermouth im Nordwesten oder vom Borrowdale im Südosten und über den Newlands Pass von Keswick erreicht werden.
Buttermere gehört dem National Trust. Dessen Besitz Buttermere and Ennerdale umfasst auch die Seen Crummock Water und Loweswater, sieben Gehöfte sowie einen Zugang zum Ennerdale Water im südlich gelegenen Nachbartal.
Der See ist seit 1983 ein Site of Special Scientific Interest. Er ist mit seiner Tier- und Pflanzenwelt ein gutes Beispiel für die nährstoffarmen Seen des Lake District.